# Mable Fergerson
Mable Fergerson   (Los Angeles, 18 de gener de 1955) va ser una atleta estatunidenca, especialista en els 400 metres, que va competir durant la dècada de 1970.
El 1972 va prendre part en els Jocs Olímpics de Múnic, on va disputar dues proves del programa d'atletisme. Va guanyar la medalla de plata en el 4x400 metres relleus, fent equip amb Madeline Manning, Cheryl Toussaint i Kathy Hammond, mentre en els 400 metres finalitzà en cinquena posició.
En el seu palmarès també destaquen els campionats de l'AAU de 400 metres de 1971 i els de 1973 de les 220 i 440 iardes.

## Millors marques
- 100 metres. 11.5" (1971)
- 200 metres. 23.3" (1973)
- 400 metres. 51.91" (1972)[1][2]